# مت همینگوی
مت همینگوی (انگلیسی: Matt Hemingway؛ زادهٔ ۲۴ اکتبر ۱۹۷۲) ورزشکار دو و میدانی اهل ایالات متحده آمریکا است.